# Gastrotheca chrysosticta
Gastrotheca chrysosticta är en groddjursart som beskrevs av Laurent 1976. Gastrotheca chrysosticta ingår i släktet Gastrotheca och familjen Hemiphractidae. IUCN kategoriserar arten globalt som sårbar. Inga underarter finns listade i Catalogue of Life.